# Tonatia saurophila
Tonatia saurophila (Koopman & Williams, 1951) è un Pipistrello della famiglia dei Fillostomidi diffuso nell'America centrale e meridionale.

## Descrizione

### Dimensioni
Pipistrello di medie dimensioni, con la lunghezza della testa e del corpo tra 74 e 88 mm, la lunghezza dell'avambraccio tra 56 e 61 mm, la lunghezza della coda tra 14 e 23 mm, la lunghezza del piede tra 15 e 23 mm, la lunghezza delle orecchie tra 25 e 35 mm e un peso fino a 36 g.

### Aspetto
La pelliccia è lunga, leggermente lanosa e si estende per almeno la metà dell'avambraccio. Le parti dorsali sono bruno-grigiastre o marroni scure, più raramente arancioni scure, mentre le parti ventrali sono grigie o bruno-grigiastre. Una striscia dorsale indistinta e chiara si estende dalla zona tra gli occhi fino alla nuca. Il muso è leggermente ricoperto di peli. La foglia nasale è piccola, lanceolata e con la porzione anteriore completamente fusa al labbro superiore. Il mento è attraversato da un solco longitudinale con i bordi ricoperti di file di piccole verruche. Le orecchie sono grandi, rotonde, separate e ricoperte di peli nel margine interno. Le membrane alari sono corte, larghe e attaccate posteriormente alla base delle dita dei piedi, i quali sono ricoperti di peli. La coda si estende per circa la metà dell'ampio uropatagio. Il cariotipo è 2n=16 FN=20.

## Biologia

### Comportamento
Si rifugia nelle cavità degli alberi insieme ad altre specie di pipistrelli..

### Alimentazione
Si nutre di insetti, in particolare di scarafaggi, tettigonidi e omotteri, aracnidi e lucertole raccolti sulla vegetazione e trasportati con la bocca nei siti di riposo dove vengono consumati.

### Riproduzione
Femmine gravide con un singolo embrione sono state catturate in Perù nel mese di luglio

## Distribuzione e habitat
Questa specie è diffusa nell'America centrale dallo stato messicano meridionale del Chiapas e nell'America meridionale fino alla Bolivia centrale.
Vive nelle foreste mature sempreverdi e occasionalmente in quelle decidue fino a 600 metri di altitudine.

## Tassonomia
Sono state riconosciute 3 sottospecie:
- T.s.saurophila †: conosciuta soltanto da resti fossili rinvenuti in Giamaica;
- T.s.bakeri (Williams, Willig, & Reid, 1995): stato messicano meridionale del Chiapas, Guatemala, Belize, Honduras, Costa Rica, Panama, Colombia e Venezuela settentrionali;
- T.s.maresi (Williams, Willig, & Reid, 1995): Colombia e Venezuela centrali e meridionali, Guyana, Suriname, Guyana francese, Ecuador occidentale e nord-orientale, Perù nord-orientale e centro-orientale, Bolivia settentrionale e centrale, Brasile settentrionale, nord-occidentale e nord-orientale. Isola di Trinidad.

## Conservazione
La IUCN Red List, considerato il vasto areale e la tolleranza a diversi tipi di habitat e la popolazione presumibilmente numerosa sebbene sia poco comune, classifica T.saurophila come specie a rischio minimo (Least Concern)).